# Tseng Ming-chung

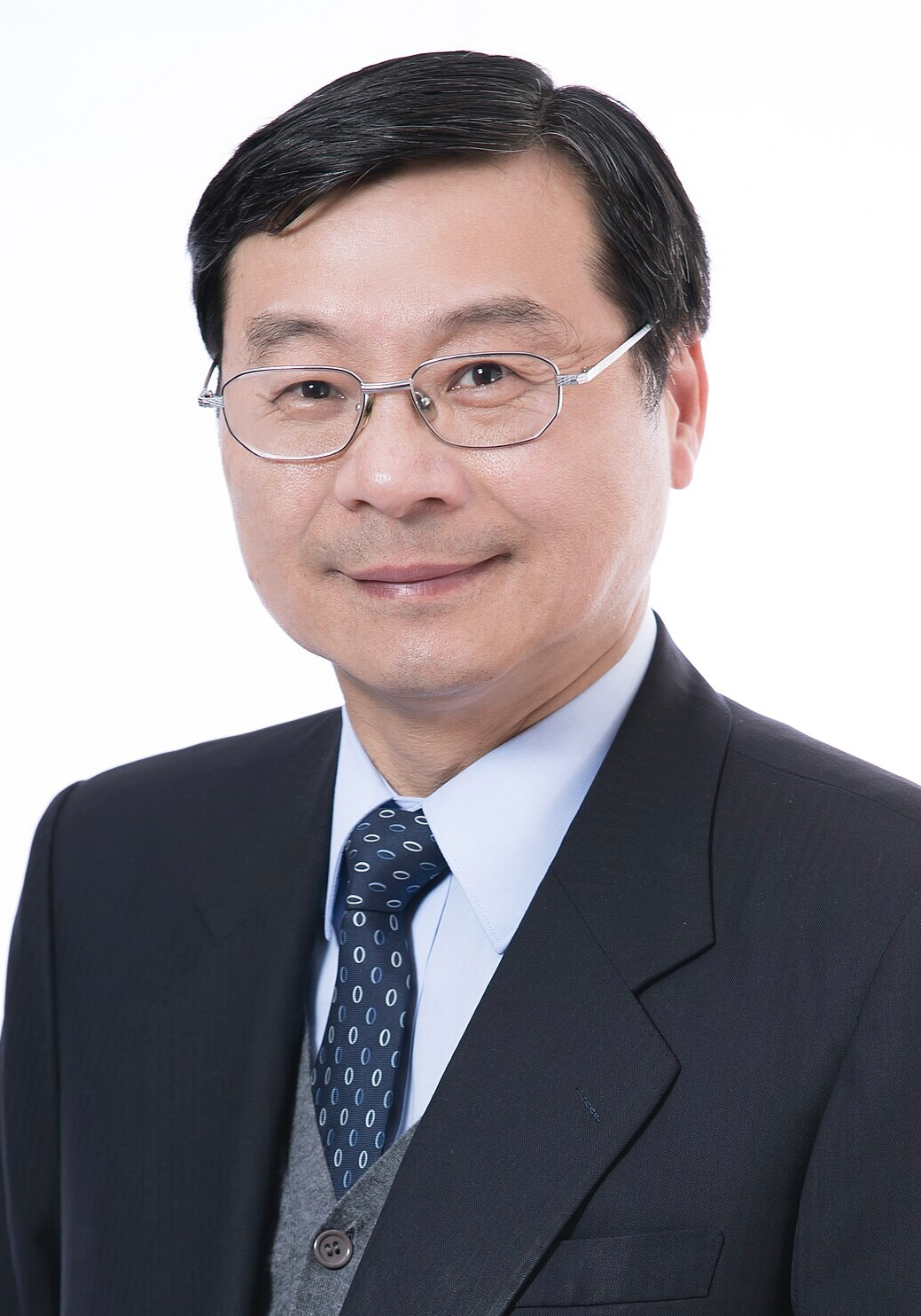
Tseng Ming-chung (2016)

Tseng Ming-chung (Alternativname: William Tseng; chinesisch 曾銘宗, Pinyin Zēng Míngzōng; * 22. Januar 1959 in Xikou, Landkreis Chiayi) ist ein taiwanischer Politiker der Kuomintang, der unter anderem zwischen 2008 und 2013 stellvertretender Finanzminister, von 2013 bis 2016 Vorsitzender der Finanzaufsichtskommission, 2000 kommissarischer Generalsekretär der Kuomintang sowie zwischen 2022 und 2024 Minderheitsführer im Legislativ-Yuan, dem Parlament Taiwans, war.

## Leben
Tseng Ming-chung absolvierte zunächst ein grundständiges Studium an der Chung-Hsing-Nationaluniversität (NCHU) in Taichung, das er mit einem Bachelor of Arts (B.A.) beendete. Ein dortiges postgraduales Studium im Fach Public Policy schloss er mit einem Master of Public Policy (M.P.P.) ab. Darüber hinaus schloss er eine Promotion zum Doctor of Philosophy (Ph.D.) im Fach Betriebswirtschaftslehre an der Nationaluniversität Taipeh (NTPU) ab. Er war als stellvertretender Generaldirektor und Generaldirektor der Taiwan Cooperative Bank (TCB) und wechselte danach zur Finanzaufsichtskommission und war zunächst stellvertretender Direktor des Bankenbüros und daraufhin Direktor des Inspektionsbüros der Finanzaufsichtskommission. Im Anschluss trat er ins Finanzministerium ein und war erst Ständiger Sekretär sowie anschließend Staatssekretär und Exekutivsekretär des Nationalen Sicherheitsfonds. 
2008 wurde Tseng stellvertretender Finanzminister und war unter den Finanzministern Lee Sush-der (20. Mai 2008 bis 6. Februar 2012) beziehungsweise Christina Liu (6. Februar bis 30. Mai 2012) zunächst für Verwaltungsangelegenheiten sowie im Anschluss unter Finanzminister Chang Sheng-ford zwischen dem 30. Mai 2012 und Juli 2013 für politische Angelegenheiten des Ministeriums zuständig. Als stellvertretender Finanzminister fungierte er zugleich als Vorsitzender von Taiwan Financial Holdings Group und der Bank of Taiwan. Am 1. August 2013 übernahm er von Chen Yuh-chang das Amt als Vorsitzender der Finanzaufsichtskommission, eine 2004 gegründete unabhängige  Regierungsbehörde, die dem Exekutiv-Yuan untersteht und für die Regulierung der Wertpapiermärkte (einschließlich der Taiwan Stock Exchange TSEC und der Taiwan Futures Exchange TAIFEX), des Bankwesens und des Versicherungssektors zuständig ist. Er verblieb auf diesem Posten bis zum 31. Januar 2016 und wurde daraufhin von Wang Li-ling abgelöst. 2013 setzte er sich als stellvertretender Finanzminister für eine Erhöhung der Tabaksteuer ein.
Am 1. Februar 2016 wurde Tseng Ming-Chung, der auch als Professor an der Nationaluniversität Taipeh lehrt, auf der Nationalen Liste der Kuomintang zum Mitglied des Legislativ-Yuans, des Parlaments von Taiwan, gewählt und gehörte diesem in der neunten und zehnten Legislaturperiode bis zum 31. Januar 2024 an. Am 1. Februar 2016 bewarb er sich für das Amt des Vizepräsident des Legislativ-Yuans, unterlag dabei jedoch Tsai Chi-chang von der Demokratischen Fortschrittspartei (DPP). Als Nachfolger von Tseng Yung-chuan wurde er am 15. Januar 2020 kommissarischer Generalsekretär der Kuomintang und bekleidete diese Funktion bis zum bis 18. März 2020, woraufhin Lee Chien-lung neuer Generalsekretär der KMT wurde. Zuletzt löste er am 10. Februar 2022 Fai Hrong-tai als Minderheitsführer im Legislativ-Yuan ab und fungierte damit bis zu seiner Ablösung durch Ker Chien-ming am 1. Februar 2024 als Oppositionsführer im Parlament.